# Przeciążenie informacją
Przeciążenie informacją (ang. information overload) – nazywane również: niepokojem informacyjnym, nadmiarem informacyjnym lub szumem informacyjnym – jest to negatywne zjawisko związane z natłokiem informacji, w wyniku którego zdolność rozumienia przekazu i podejmowania racjonalnych decyzji zostaje ograniczona. Termin przeciążenie informacją został po raz pierwszy użyty przez Bertrama Grossa w książce Zarządzanie organizacjami z 1964 roku. Rozpowszechnił go natomiast Alvin Toffler w Szoku przyszłości z 1970 roku.
Często przyczyną przeciążenia informacjami jest nieumiejętność ich doboru oraz spędzanie zbyt wiele czasu w środowisku sieciowym. Na przestrzeni dziejów zwiększała się liczba kanałów komunikacji. Pomimo napływu większej ilości informacji możliwości poznawcze człowieka się nie zwiększyły.
Przeciążenie informacją może dawać symptomy zarówno fizyczne, jak i psychiczne, są to np.: poczucie bezradności, lęku, niepokoju, chaosu, dezorientacji, a nawet zagrożenia. To z kolei może wydłużyć wyszukiwanie pożądanych informacji lub doprowadzić do depresji informacyjnej, w wyniku której użytkownik podaje w wątpliwość sens istnienia informacji, jej wiarygodność i wartość.

## Przyczyny przeciążenia informacją
- niewiarygodność i wzajemne wykluczanie się informacji;
- powszechny dostęp do tworzenia, przekazywania i pozyskiwania informacji przez osoby nieposiadające odpowiednich kwalifikacji;
- fake newsy;
- manipulacja informacją;
- brak świadomości informacyjnej u użytkowników informacji[7].

## Sposoby ochrony przed przeciążeniem informacją
- zmniejszenie liczby przychodzących informacji poprzez np. wypisanie się z subskrypcji;
- ograniczenie czasu spędzanego w sieci;
- zwiększenie świadomości informacyjnej poprzez lekturę publikacji poruszających kwestię ochrony infosfery;
- codzienne przygotowywanie planu zadań;
- odpoczynek od Internetu;
- regularny odpoczynek;
- unikanie wielozadaniowości[8].

Przeciążeniem informacją i sposobami ochrony ludzkiej infosfery zajmuje się ekologia informacji, będąca stosunkowo nową dyscypliną wiedzy, która bada wzajemne oddziaływanie informacji na ludzi i odwrotnie.

## Historia

### Wczesna historia
Chociaż przeciążenie informacją postrzegane jest często jako współczesny problem, okazuje się, że ludzie mierzyli się z nim już dawno. Każdorazowy postęp technologiczny wpływał na zwiększenie produkcji informacji. W IV wieku p.n.e. w Księdze Koheleta 12,12 padają słowa „(...) synu, przyjmij przestrogę: pisaniu wielu ksiąg nie ma końca, a nadmierne rozmyślanie męczy ciało”. W podobnym tonie w I wieku n.e. wypowiedział się Seneka Starszy – „obfitość ksiąg jest rozproszeniem”. W XII wieku dominikanin Wincenty z Beauvais skarżył się na „mnogość książek, krótki czas i śliskość pamięci”.

### Renesans
Wynalezienie w 1453 roku przez Gutenberga prasy drukarskiej było przełomowym odkryciem, które jednak wywarło także skutki na ludzką infosferę. Dzięki wynalezieniu druku możliwe stało się przyspieszenie i obniżenie kosztów produkcji. Konrad Gessner – naukowiec pochodzący ze Szwajcarii stwierdził, że ilość informacji dostępnej po wynalezieniu prasy drukarskiej staje się niemożliwa do odpowiedniego zarządzania nią.

### XX/XXI wiek
Znaczący postęp w technologii komputerowej i powstanie w drugiej połowie XX wieku Internetu można uznać za główny powód wystąpienia zjawiska przeciążenia informacyjnego. Wpływ na jego globalizację ma również zwiększająca się z roku na rok dostępność do urządzeń teleinformatycznych, jak i Internetu. Rozproszeniu i trudnościom w zarządzaniu informacjami sprzyjają: tweety, wiadomości błyskawiczne, newslettery, spam, i wszelkiego rodzaju powiadomienia.

## Badania
Oprócz wspominanej wcześniej ekologii informacji zjawisko przeciążenia informacją badają również specjaliści z następujących dziedzin: ekonomia, informatyka, inżyniera czy psychologia.
Wielu naukowców wskazuje również, że przeciążenie informacyjne może mieć związek z propagandą. Emma Briant stwierdza, że zbyt duża ilość informacji może mieć taki sam efekt jak jej utajnienie, i być skutecznym narzędziem propagandowym dla dzisiejszych demokracji w krótkoterminowej perspektywie. Podobnie uważa Rainer Mausfeld, według którego istnieje związek między przeciążeniem informacyjnym a szybkim rozprzestrzenianiem się fake newsów. Propaganda polega także na dostarczeniu odbiorcy wielu sprzecznych, niejasnych, a nawet zmyślonych informacji.
Richard Sennett uważa z kolei, że zwiększenie liczby dostępnych informacji prowadzić może do bierności adresatów i zakłóceń w komunikacji.
Niektórzy naukowcy, odwołując się do pojęcia wielowarstwowych sieci złożonych sugerują, że zjawisko przeciążenia informacyjnego może mieć odmienny charakter na różnych poziomach: indywidualnym, grupowym czy całego społeczeństwa (wielopoziomowe przeciążenie informacyjne, ang. multilevel information overload), a także, że występujące pomiędzy tymi poziomami oddziaływania mogą prowadzić do gwałtownych zmian, opisywanych przez teorię przejść fazowych.